# ATC code S03
ATC code S03 فراورده‌های مخصوص چشم و گوش زیرگروهی درمانی از سیستم طبقه‌بندی شیمیایی درمانی آناتومیک است. این سیستمِ متشکل از کدهای حرفی‌عددی را سازمان جهانی بهداشت برای طبقه‌بندی داروها و سایر تولیدات پزشکی ایجاد کرده است. زیرگروه S03 جزوی از گروه آناتومیک S دستگاه حسی است.

کدهای مورد استفاده در دامپزشکی (کدهای ATCvet) را می‌توان با گذاشتن حرف Q جلو کدهای انسانی ATC ایجاد کرد: مثلاً QS03. 
ممکن است نسخه‌های ملی از طبقه‌بندی ATC حاوی کدهای اضافه‌ای باشند که در این فهرست (نسخهٔ سازمان جهانی بهداشت) نیامده باشند.

## S03A Anti-infectives

### S03AA Anti-infectives
S03AA01 نئومایسین
S03AA02 تتراسایکلین
S03AA03 Polymyxin B
S03AA04 کلرهگزیدین
S03AA05 هگزامیدین
S03AA06 جنتامایسین
S03AA07 سیپروفلوکساسین
S03AA08 کلرامفنیکل
S03AA30 Antiinfectives, combinations

## S03B Corticosteroids

### S03BA Corticosteroids
S03BA01 دگزامتازون
S03BA02 پردنیزولون
S03BA03 بتامتازون

## S03C Corticosteroids and anti-infectives in combination

### S03CA Corticosteroids and anti-infectives in combination
S03CA01 Dexamethasone and antiinfectives
S03CA02 Prednisolone and antiinfectives
S03CA04 هیدروکورتیزون and antiinfectives
S03CA05 فلودروکورتیزون and antiinfectives
S03CA06 Betamethasone and antiinfectives

## S03D سایر فراورده‌های مخصوص چشم و گوش
گروه خالی